# NASDAQ OMX Vilnius
NASDAQ OMX Vilnius – giełda papierów wartościowych w Wilnie, założona w 1993, należąca do sojuszu giełd skandynawskich OMX. 
Wraz z Ryską Giełdą Papierów Wartościowych i Giełda Papierów Wartościowych w Tallinnie jest częścią tzw. rynku bałtyckiego, który został założony w celu zminimalizowania kosztów inwestowania na rynkach Estonii, Łotwy i Litwy. Kapitalizacja Wileńskiej Giełdy Papierów Wartościowych wynosi ok. 6 mln EUR (stan na 15 lipca 2008).